# Hanna Paulsberg
Hanna Paulsberg (Rygge, 13 november 1987) is een Noorse saxofoniste (tenorsaxofoon) en componiste in de jazz.

## Biografie
Paulsberg is een dochter van de singer-songwriter en jazzmuzikant Håkon Paulsberg. Toen ze vijftien was begon ze op de saxofoon en een jaar later ging ze naar de Kirkeparken videregående skole in Moss (examen in 2009). Daarna studeerde ze, tot 2011, aan het Trondheim Musikkonsevatorium. Ze speelde met de Kjellerbandet en richtte een eigen band op met Trygve Waldemar Fiske (bas), Oscar Grönberg (piano) en Hans Hulbækmo (drums), waarmee ze haar debuutalbum Waltz For Lilli opnam (2012). Hierna volgden meer albums met deze groep.

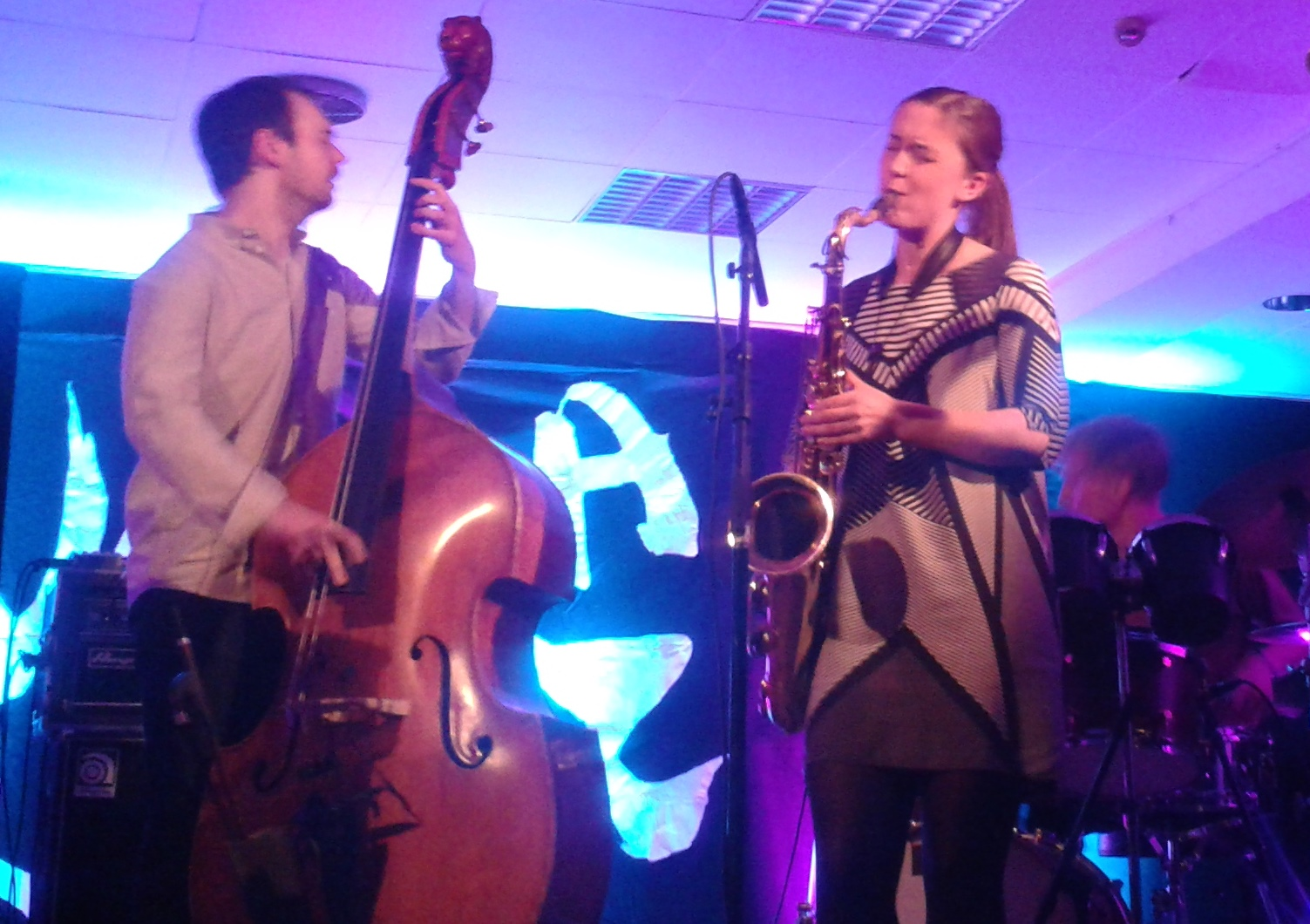
Hanna Paulsberg Concept met Trygve Waldemar Fiske (links), Hanna Paulsberg en Hans Hulbækmo (rechts) op Vossajazz 2016.

Paulsberg speelde tevens bij Trondheim Jazz Orchestra, waarmee ze drie platen opnam. In 2016 speelde het orkest op uitnodiging van Chick Corea meerdere concerten in Blue Note Jazz Club in New York. Ze werkte verder met Bobo Stenson. Paulsberg is te horen op albums van haar vader, Dan Peter Sundland, Thomas Torstrup, Bror K, Kjellerbandet, Torstein Ekspress en het Dag-Filip Roaldsnes Ensemble te horen.

## Prijzen en onderscheidingen
In 2011 kreeg ze het Trondheim Jazz festival Young Talent Award. Datzelfde jaar werd ze uitgeroepen tot een van de Young Nordic Jazz Comets. In 2015 werd ze 'jazzambassadeur' van het Norges teknisk-naturvitenskapelige universitet (NTNU).

## Discografie
met Hanna Paulsberg Concept
- 2012: Waltz for Lilli (Øra Fonogram)
- 2014: Song for Josia (Øra Fonogram)
- 2016: Eastern Smiles (ODIN Records)